# César Birotteau (film, 1911)
 (juillet 2025).
Pour les articles homonymes, voir César Birotteau (homonymie) et Birotteau.
Pour plus de détails, voir Fiche technique et Distribution.
César Birotteau est un film français réalisé par Émile Chautard et Victorin Jasset, sorti en 1911, adapté du roman César Birotteau d'Honoré de Balzac.

## Synopsis
César Birotteau, parfumeur, propriétaire de La Reine des roses, une boutique à la mode, a inventé la « lotion carminative » qui lui a rapporté une fortune. Grisé par sa richesse nouvelle, il se laisse entraîner dans des investissements risqués. Et il dépense une fortune pour transformer sa maison bourgeoise en palais digne de la haute société. Il donne un bal fameux où sont conviés ses clients les plus titrés. Malheureusement ses dépenses et ses investissements (dans les mains d'escrocs) entraînent sa faillite et son déshonneur. Cependant, son employé et associé Anselme Popinot a, pendant ce temps, travaillé jour et nuit à la mise au point d'une nouvelle pâte miracle, et il refait la fortune de César avec l'aide du génial vendeur Félix Gaudissart.

## Fiche technique
- Réalisateur : Émile Chautard et Victorin Jasset
- Scénario : Émile Chautard d'après Honoré de Balzac
- Société de production : Société Française des Films Éclair
- Pays de production : France
- Format : muet – noir et blanc – 1,33:1 – 35 mm
- Métrage : 286 m
- Genre : drame
- Date de sortie : 
  -  France – 16 mars 1911

## Distribution
- Georges Saillard : César Birotteau
- Suzanne Goldstein
- Charles Krauss
- Juliette Clarens